# Achyranthemum
Achyranthemum je biljni rod u porodici glavočika raširen po provincijama Cape u Južnoj Africi. Postoji sedam priznatih vrsta; manji grmovi čije je drvo mekano.
Rod je opisan tek 2019..

## Vrste
1. Achyranthemum affine (Less.) N.G.Bergh
2. Achyranthemum argenteum (Thunb.) N.G.Bergh
3. Achyranthemum mucronatum (P.J.Bergius) N.G.Bergh
4. Achyranthemum paniculatum (L.) N.G.Bergh
5. Achyranthemum recurvatum (L.f.) N.G.Bergh
6. Achyranthemum sordescens (DC.) N.G.Bergh
7. Achyranthemum striatum (Thunb.) N.G.Bergh